# Jevpatorija
Jevpatorija (in italiano desueto Eupatoria; in ucraino Євпаторія?, Jevpatorija; in russo Евпатория?, Evpatorija; in tataro Kezlev) è una città della Crimea sul Mar Nero, terza per popolazione della penisola con 108 248 abitanti al 2020.

## Geografia
Jevpatorija sorge lungo la costa occidentale della Crimea, a 70 chilometri a nord-ovest dal capoluogo regionale Sinferopoli.

## Storia
La città venne fondata da coloni greci nel 497 a.C. col nome di Kerkinitis e, come il resto della Crimea, faceva parte dei possedimenti di Mitridate VI, re del Ponto, il cui soprannome di "Eupatore" ha dato la denominazione ufficiale della città attuale.
Dal VII al X secolo fu un possedimento dei Cazari, che la chiamarono Güzliev, il cui nome significa letteralmente "bella casa".
La città fu poi soggetta ai Kipčaki, ai Mongoli, più tardi fece parte del Khanato di Crimea, ed in questo periodo fu chiamata Kezlev dai Tatari di Crimea e Gözleve dagli Ottomani.
Nel 1783 fu annessa all'Impero russo, che le diedero ufficialmente il nome di Yevpatoriya nel 1784. Adam Mickiewicz visitò la città nel 1825 e vi scrisse uno dei suoi Sonetti di Crimea, che fu in seguito tradotto in russo da Michail Jur'evič Lermontov.
Durante la Guerra di Crimea fu brevemente occupata dai britannici, dai francesi e dai turchi, e fu teatro il 17 febbraio 1855 della Battaglia di Eupatoria, che impedì ai Russi di riprendere la città.
Nell'autunno 1941, durante la Seconda guerra mondiale, nella "Campagna di Crimea" del 1941-1942, la città cadde nelle mani dei Tedeschi dell'XI Armata.
Il 5 gennaio 1942, i Sovietici sbarcarono ad Jevpatorija, che si sollevò contro l'occupante, con l'aiuto dei partigiani.
I tedeschi che inviarono rinforzi, ripresero la città pochi giorni dopo. La città di Jevpatorija fu liberata definitivamente nel 1944.

## Monumenti e luoghi d'interesse
- Tempio caraita di Eupatoria
- Moschea Juma-Jami, progettata e costruita dall'architetto ottomano Mimar Sinan;

## Popolazione
Composizione degli abitanti della città di Jevpatorija secondo i dati demografici del censimento dell'anno 2001:
- Russi: 64,9%
- Ucraini: 23,3%
- Tartari di Crimea: 6,9%
- Bielorussi: 1,5%
- Armeni: 0,5%
- Ebrei: 0,4%
- Tatari: 0,2%
- Polacchi: 0,2%
- Moldavi: 0,2%
- Azeri: 0,2%
- Coreani: 0,1%
- Rom: 0,1%
- Caraiti: 0,1%
- Tedeschi: 0,1%
- Usbechi: 0,1%[6].

| 1897   | 1911   | 1920   | 1926    | 1939    | 1959    |
| ------ | ------ | ------ | ------- | ------- | ------- |
| 17 900 | 30 400 | 30 200 | 23 000  | 47 000  | 57 000  |
| 1970   | 1974   | 1981   | 1989    | 2001    | 2005    |
| 79 000 | 88 000 | 97 000 | 107 792 | 105 915 | 106 250 |

## Economia
Il porto di Jevpatorija era il 12° dell'Ucraina per il traffico di merci, che è stato di 1 830 000 tonnellate nel 2005.

## Infrastrutture e trasporti
Jevpatorija è servita da una propria stazione ferroviaria gestita dalle Ferrovie della Crimea.

## Amministrazione

### Gemellaggi
Jevpatorija è gemellata con:
- Giannina, dal 1989
- Figueira da Foz, dal 1989
- Ludwigsburg, dal 1992
- Kazan', dal 1998
- Zante, dal 2002
- Ostrowiec Świętokrzyski, dal 2004
- Silifke, dal 2005
- Krasnogorskij rajon, dal 2006
- Belgorod, dal 2010
- Słupsk, dal 2010
- Territorio di Chabarovsk, dal 2014
- Komsomol'sk-na-Amure, dal 2014
- Vologda, dal 2014
- Kursk, dal 2015
- Nižnevartovsk, dal 2015
- Oblast' di Samara, dal 2015
- Circondario autonomo degli Chanty-Mansi, dal 2015
- Sestroretsk, dal 2015
- Ivanovo, dal 2016
- Soči, dal 2016
- Sebastopoli, dal 2016